# Euripus isa
Euripus isa är en fjärilsart som beskrevs av Moore 1857. Euripus isa ingår i släktet Euripus och familjen praktfjärilar. Inga underarter finns listade i Catalogue of Life.